# Choszczówko
Choszczówko est une localité polonaise de la gmina mixte de Dębno située dans le powiat de Myślibórz en voïvodie de Poméranie-Occidentale. Elle se situe à environ 25 km au sud-ouest de Myślibórz et 77 km au sud de la capitale régionale Szczecin. En 2015 sa population était de 62 habitants.

## Géographie

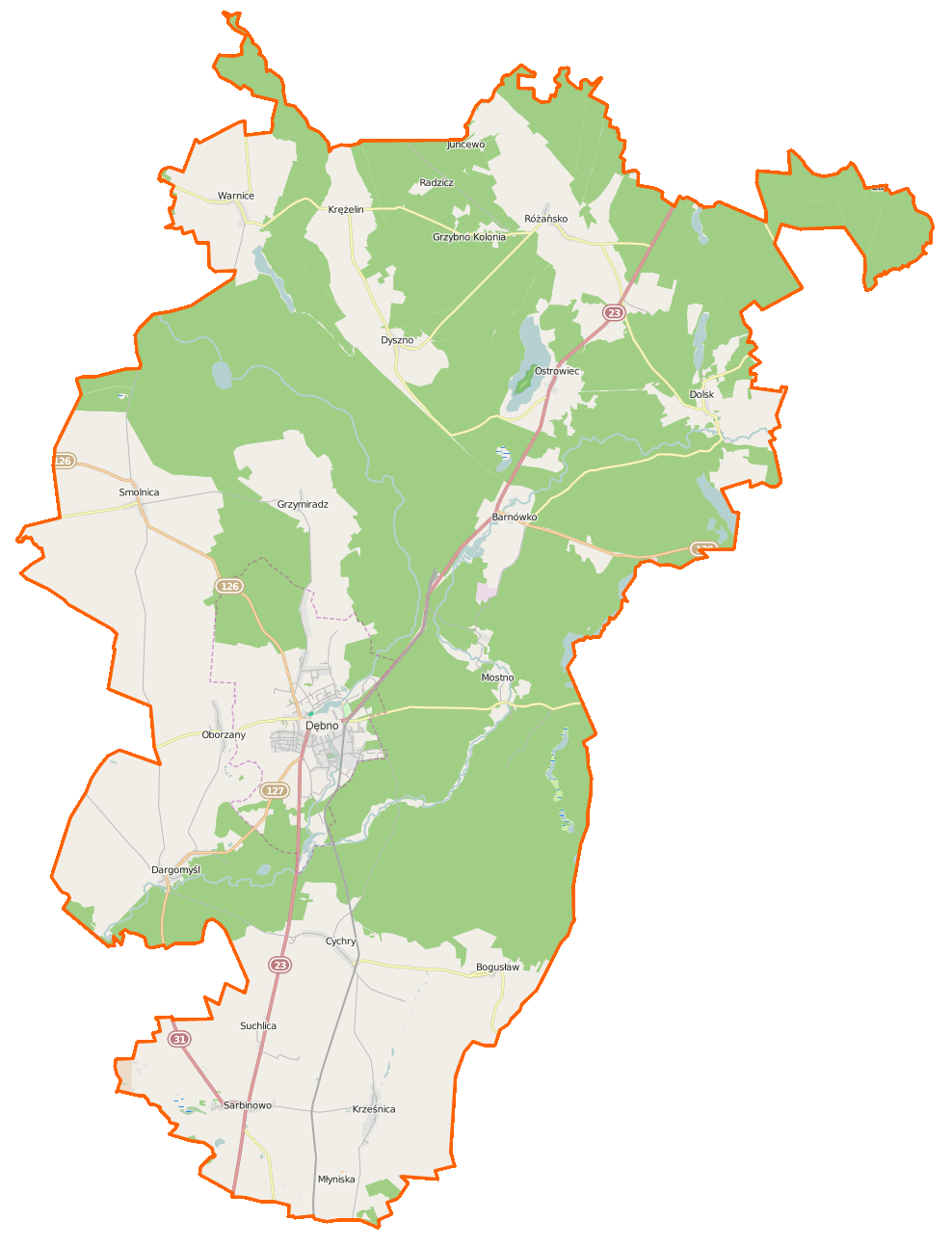
Carte de la gmina de Dębno.